# Islande, sur les traces de la démocratie
 (octobre 2024).
La mise en forme du texte ne suit pas les recommandations de Wikipédia : il faut le « wikifier ».
Les points d'amélioration suivants sont les cas les plus fréquents. Le détail des points à revoir est peut-être précisé sur la page de discussion.
- Les titres sont pré-formatés par le logiciel. Ils ne sont ni en capitales, ni en gras.
- Le texte ne doit pas être écrit en capitales (les noms de famille non plus), ni en gras, ni en italique, ni en « petit »…
- Le gras n'est utilisé que pour surligner le titre de l'article dans l'introduction, une seule fois.
- L'italique est rarement utilisé : mots en langue étrangère, titres d'œuvres, noms de bateaux, etc.
- Les citations ne sont pas en italique mais en corps de texte normal. Elles sont entourées par des guillemets français : « et ».
- Les listes à puces sont à éviter, des paragraphes rédigés étant largement préférés. Les tableaux sont à réserver à la présentation de données structurées (résultats, etc.).
- Les appels de note de bas de page (petits chiffres en exposant, introduits par l'outil «  Source ») sont à placer entre la fin de phrase et le point final[comme ça].
- Les liens internes (vers d'autres articles de Wikipédia) sont à choisir avec parcimonie. Créez des liens vers des articles approfondissant le sujet. Les termes génériques sans rapport avec le sujet sont à éviter, ainsi que les répétitions de liens vers un même terme.
- Les liens externes sont à placer uniquement dans une section « Liens externes », à la fin de l'article. Ces liens sont à choisir avec parcimonie suivant les règles définies. Si un lien sert de source à l'article, son insertion dans le texte est à faire par les notes de bas de page.
- La présentation des références doit suivre les conventions bibliographiques. Il est recommandé d'utiliser les modèles {{Ouvrage}}, {{Chapitre}}, {{Article}}, {{Lien web}} et/ou {{Bibliographie}}. Le mode d'édition visuel peut mettre en forme automatiquement les références.
- Insérer une infobox (cadre d'informations à droite) n'est pas obligatoire pour parachever la mise en page.

Pour une aide détaillée, merci de consulter Aide:Wikification.
Si vous pensez que ces points ont été résolus, vous pouvez retirer ce bandeau et améliorer la mise en forme d'un autre article.
 (octobre 2024).
 (octobre 2024).
Il peut être nécessaire de l'améliorer pour respecter le principe de neutralité de point de vue. Veuillez consulter la page de discussion pour plus de détails.

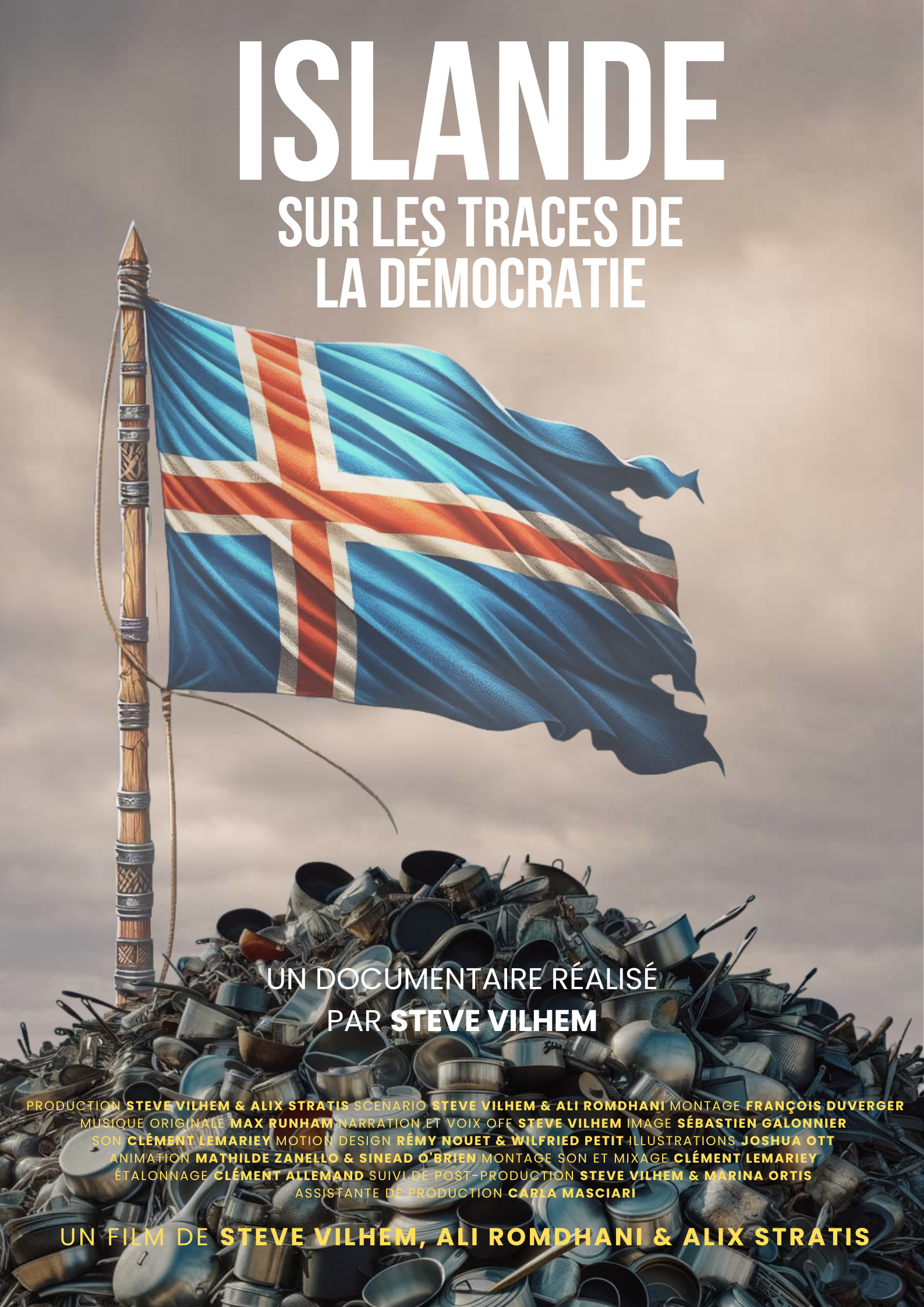
Affiche du film

Islande, sur les traces de la démocratie est un documentaire sorti en janvier 2024 en version française et en version sous-titrée anglais et espagnol. Il retrace l'impact de la crise financière de 2008 sur la démocratie islandaise et les réponses politiques et citoyennes qui ont suivi, notamment l'écriture d'une nouvelle constitution.

## Fiche technique et production
Le film a été réalisé en version originale française et est également disponible avec des sous-titres en anglais et en espagnol. À l’international, le film est distribué sous les titres Iceland: On the Trail of Democracy (en anglais) et Islandia - En el rastro de la democracia (en espagnol). Il est d’une durée de 58 minutes. Le documentaire a été tourné en avril 2017, à une période où le système démocratique islandais attirait l'attention internationale pour sa transparence et son engagement civique. Le film, mené à bien par des étudiants, a été réalisé en auto-production, avec un budget d'environ 35 000 €. Il a reçu le soutien de l'Université de Bordeaux, de l'Université de Paris Nanterre, du CROUS Versailles, du CROUS Bordeaux, de la Ville de Bordeaux, de la Ville de Pessac et de la Région Aquitaine.

## Synopsis

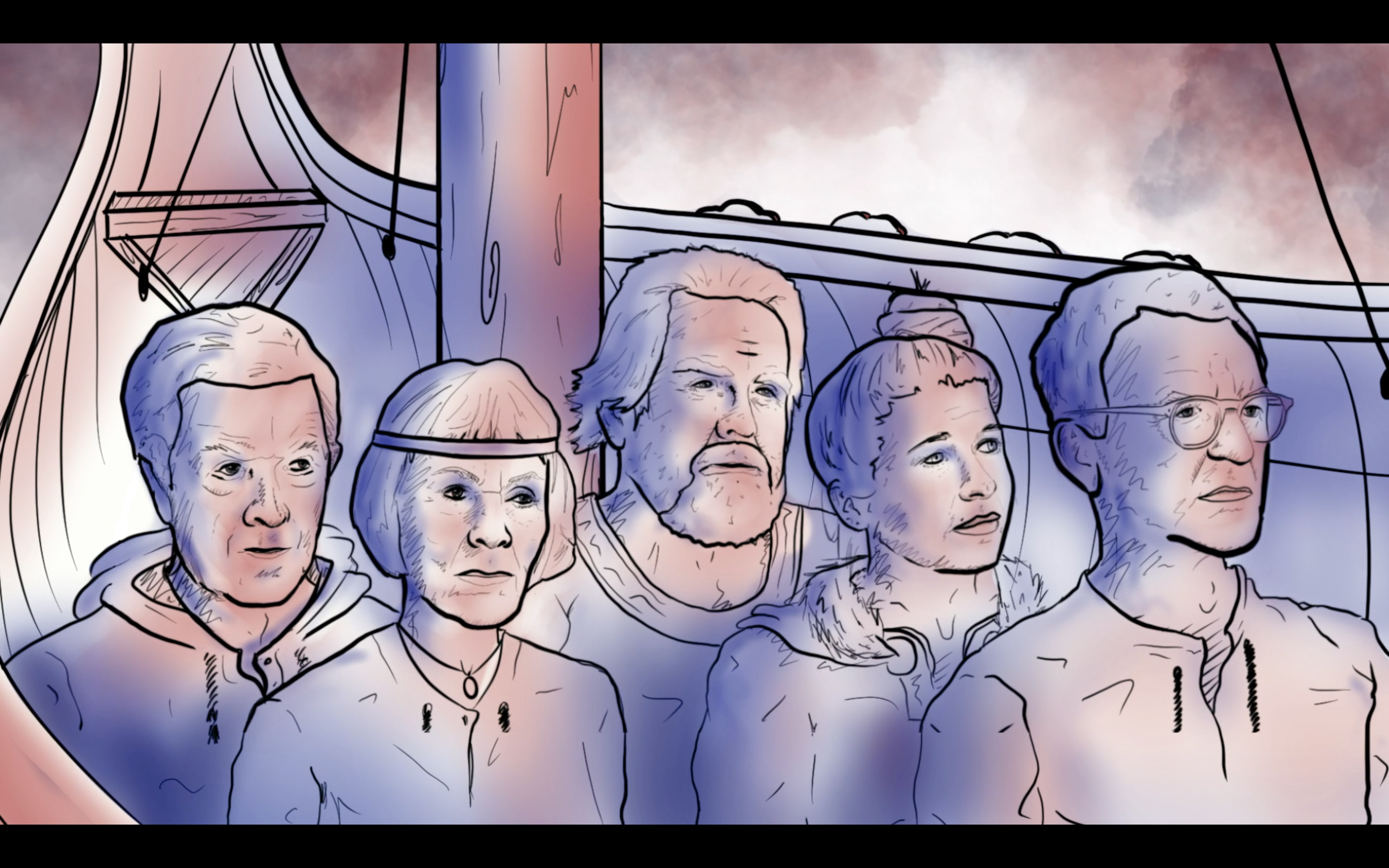
Illustration d'artiste issue du documentaire - De gauche à droite : Ari Teitsson (fermier), Thorhildur Thorleifsdottir (actrice, militante féministe), Lárus Ýmir Óskarsson (réalisateur, initiateur de l'Anthill), Katrin Oddsdottir (avocate, activiste) et Hordur Torfason (activiste et artiste)

Le film Islande, Sur les traces de la démocratie s'intéresse à l'histoire démocratique de l'Islande, en mettant l'accent sur les expériences de démocratie directe et de participation active des citoyens. À la suite de la crise financière de 2008, l’Islande a vécu la « Révolution des casseroles », un mouvement de protestation qui a conduit à la chute du gouvernement. Ce soulèvement populaire a ouvert la voie à un processus inédit de démocratie participative pour rédiger une nouvelle constitution.
Les personnes interviewées dans le documentaire incluent des universitaires, des activistes ayant pris part à la Révolution des casseroles comme Hordur Torfason, des membres du Conseil constitutionnel (Katrin Oddsdottir, Ari Teitsson, Þórhildur Þorleifsdóttir) ainsi que Katrin Jakobstottir (Première ministre d'Islande de 2017 à 2024).

## Apport à la connaissance de la rédaction de la constitution islandaise
Le processus de rédaction de la nouvelle constitution islandaise s’est distingué par l'application d’un modèle de consensus, une approche où chaque décision devait être approuvée unanimement par les membres du Conseil constitutionnel. Cet aspect a été largement influencé par des principes féministes, notamment ceux défendus par Þórhildur Þorleifsdóttir, activiste et membre du Conseil. Ce mécanisme de collaboration est exploré dans le documentaire, complétant les connaissances académiques déjà existantes sur la rédaction de la nouvelle constitution islandaise,.

## Récompenses et distinctions
Le documentaire a été diffusé dans une trentaine de festivals internationaux et a obtenu plusieurs récompenses dans des catégories telles que les droits humains, la justice sociale, ou encore le cinéma étudiant. Aux États-Unis, il a reçu plusieurs prix en 2024 au sein de The Accolade Global Film Competition (Californie), de l'Indie Fest (Californie), du San Francisco International Film Awards, du Los Angeles Movie & Music Video Awards, du LA Independent Film Channel et du New York Film and Male Actor Awards. Il a également remporté le Free Speech Film Festival à Philadelphie en juillet 2024 parmi plus de 100 films en compétition.
En Europe, il a remporté le titre de meilleur premier long métrage au Hamburg Indie Film Festival et du meilleur premier documentaire réalisé au sein du Ciné Paris Film Festival. Il a fait partie de la sélection officielle du Worcester Film Festival au Royaume-Uni (en septembre 2024) et du Reykjavik International Film Festival en Islande (en septembre 2024) dans la catégorie "To The Resistance".
Il a également fait partie de la sélection officielle du Festival International de Cinéma et Mémoire Commune - Nador à Meknès au Maroc (Octobre 2024) et de la 14ᵉ édition du Cambodia International Film Festival (CIFF), à Phnom Penh.

## Projections publiques
Le documentaire a fait l’objet de plusieurs projections publiques à l’international. Une version préliminaire a été présentée en avril 2021 lors du Festival des Moissons d’Avril, organisé par l’Université de Bordeaux. En 2024, il a été projeté au Worcester Film Festival au Royaume-Uni, le 26 septembre 2024, puis au Reykjavik International Film Festival en Islande, les 29 septembre et 1er octobre 2024. En mars 2025, il a été projeté à deux reprises à Phnom Penh, au Cambodge, dans le cadre du Cambodia International Film Festival (CIFF).